# 797 (szám)
A 797 (római számmal: DCCXCVII) egy természetes szám, prímszám.

## A szám a matematikában
A tízes számrendszerbeli 797-es a kettes számrendszerben 1100011101, a nyolcas számrendszerben 1435, a tizenhatos számrendszerben 31D alakban írható fel.
A 797 páratlan szám, prímszám. Normálalakban a 7,97 · 102 szorzattal írható fel.
Pillai-prím.
A 797 négyzete 635 209, köbe 506 261 573, négyzetgyöke 28,23119, köbgyöke 9,27156, reciproka 0,0012547. A 797 egység sugarú kör kerülete 5007,69869 egység, területe 1 995 567,928 területegység; a 797 egység sugarú gömb térfogata 2 120 623 518,0 térfogategység.
A 797 helyen az Euler-függvény helyettesítési értéke 796, a Möbius-függvényé −1.